# Constitution estonienne de 1992
Lire en ligne

̈Version originale faisant foi

Version anglaise officielle

Version française de 2007

La Constitution de l'Estonie est la loi fondamentale actuelle de l'Estonie. Elle a été adoptée par référendum le 28 juin 1992 et reprend des éléments des Constitutions de 1920 et 1938.

## Histoire
La première constitution estonienne a été adoptée le 15 juin 1920 par l'assemblée constituante estonienne, librement élue peu après l'indépendance. Elle est entrée en vigueur le 21 décembre 1920. Elle établissait une république parlementaire, dans la tradition des idées de Rousseau et de Montesquieu. Cependant, cette forme de gouvernement a mené à une instabilité parlementaire qui a poussé une partie des Estoniens (dont le mouvement des vétérans de la guerre d'indépendance, les Vaps) à demander et obtenir une nouvelle constitution le 24 janvier 1933. Cette nouvelle constitution plaçait de grands pouvoirs dans les mains du chef de l'État, appelé "Riigihoidja" ("protecteur de l'État"), Konstantin Päts. L'Estonie se transforme alors en autocratie. La nouvelle (troisième) constitution est adoptée en 1938 et créé la fonction de président de la République, ainsi qu'un parlement bicaméral. Cette constitution n'est officiellement abrogée qu'en 1992, mais elle est remplacée pendant toute la période soviétique (1940-1991) par une série de constitutions plus ou moins calquées sur la constitution soviétique (d'abord celle de 1936 puis celle de 1977). La troisième constitution estonienne a donc existé de facto de 1938 à 1940 mais de jure de 1938 à 1992.
En 1992, la constitution actuelle est adoptée par référendum. Elle a fait l'objet de plusieurs révisions majeures, notamment en 2003, 2007 et 2011.

## Contenu
La constitution comporte un préambule et 15 chapitres, numérotés de I à XV :
- Chapitre premier - Dispositions générales
- Chapitre II - Droits, libertés et devoirs fondamentaux.
- Chapitre III - Le peuple.
- Chapitre IV - Le Riigikogu.
- Chapitre V - Le Président de la République.
- Chapitre VI - Le Gouvernement de la République.
- Chapitre VII - La législation.
- Chapitre VIII - Finances et budget d'État.
- Chapitre IX - Les relations extérieures et les traités internationaux.
- Chapitre X - La défense nationale.
- Chapitre XI - L'Office du contrôle des comptes.
- Chapitre XII - Le chancelier de justice.
- Chapitre XIII - Les tribunaux.
- Chapitre XIV - Les collectivités locales.
- Chapitre XV - Révision de la Constitution.

La constitution pose plusieurs principes essentiels. Le premier est celui de la reconnaissance de l'État avec l'Estonie de 1920 à 1940. Elle établit également que l'Estonie est une république démocratique indépendante, dans la continuité de l'Estonie pré-période soviétique. Elle reprend l'idée d'un parlement monocaméral, comme la première constitution, mais conserve la fonction de président de la République, comme la troisième. Ce poste est cependant principalement honorifique, le chef du gouvernement étant le Premier ministre.
La révision de 2003 acte la loi autorisant l'adhésion à l'Union européenne, que l'Estonie intègre en 2004. La révision de 2007 spécifie que la constitution vise également à sauvegarder la langue estonienne. La révision de 2011 porte sur des questions de défense.
La juriste et juge à la Cour européenne des droits de l'homme Julia Laffranque note en 2012 que "la constitution, en particulier son chapitre II, s'appuie largement sur la Convention européenne des droits de l'homme".

## Sources
- (en) Cet article est partiellement ou en totalité issu de l’article de Wikipédia en anglais intitulé « Constitution of Estonia » (voir la liste des auteurs).

## Compléments